# Sepsis ozerovi
Sepsis ozerovi är en tvåvingeart som beskrevs av Iwasa 1996. Sepsis ozerovi ingår i släktet Sepsis och familjen svängflugor. Inga underarter finns listade i Catalogue of Life.